# Katsuo Kanda
Katsuo Kanda (神田 勝夫, Kanda Katsuo, Niigata, 21 juni 1966) is een Japans voormalig voetballer die als verdediger speelde.

## Carrière
Katsuo Kanda speelde tussen 1989 en 2003 voor NKK, Cerezo Osaka, Yokohama F. Marinos en Albirex Niigata.

## Japans voetbalelftal
Katsuo Kanda debuteerde in 1995 in het Japans nationaal elftal en speelde 1 interland.

## Statistieken
| Japans voetbalelftal | Japans voetbalelftal | Japans voetbalelftal |
| Jaar                 | Wed.                 | Dlp.                 |
| -------------------- | -------------------- | -------------------- |
| 1995                 | 1                    | 0                    |
| Totaal               | 1                    | 0                    |